# ال سنیزوو (تگزاس)
ال سنیزوو، تگزاس (به انگلیسی: El Cenizo, Texas) یک شهر در ایالات متحده آمریکا با جمعیت ۳٬۲۷۳ نفر است که در تگزاس واقع شده‌است.

## موقعیت جغرافیایی
موقعیت جغرافیایی شهرها و مناطق اطراف به شرح زیر است: